# Ammophila acuta
Ammophila acuta är en biart som först beskrevs av Fernald 1934.  Ammophila acuta ingår i släktet Ammophila och familjen grävsteklar. Inga underarter finns listade i Catalogue of Life.